# Сков'ятин
Сков'я́тин —  село в Україні, у Борщівській міській громаді Чортківського району Тернопільської області. Розташоване на річці Нічлава, на півдні району. До 2020 центр колишньої сільської ради, якій було підпорядковане с. Шишківці.
Населення — 472 особи (2007).

## Географія

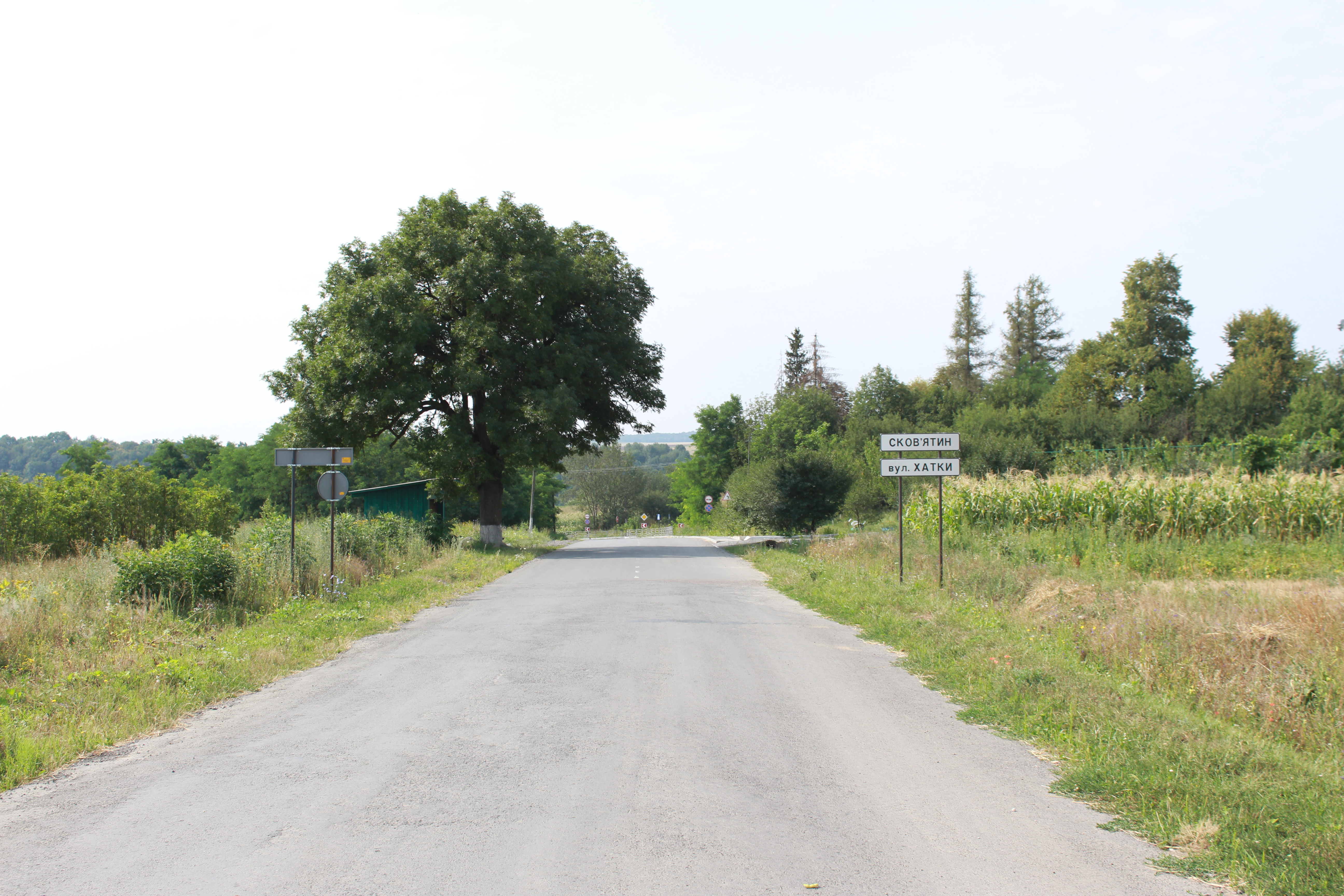
В'їзд до села

Село розташоване на відстані 376 км від Києва, 97 км — від обласного центру міста Тернополя та 8 км від міста Борщів.

## Історія
Поблизу села виявлено археологічні пам'ятки західноподільської групи скіфського часу та черняхівської культури.
Відоме з 1585 року. Назва, ймовірно, походить від староукраїнського антропоніма Сков'ята, що свідчить про давнє походження села.
Діяли товариства «Просвіта», «Луг», «Сільський господар», «Рідна школа», «Відродження», кооператива.
До 19 липня 2020 р. належало до Борщівського району.
З 20 листопада 2020 р. належить до Борщівської міської громади.

## Населення
За даними перепису населення 2001 року мовний склад населення села був таким:

### Мова
Розподіл населення за рідною мовою за даними перепису 2001 року:
| Мова       | Кількість | Відсоток |
| ---------- | --------- | -------- |
| українська | 528       | 99.62%   |
| російська  | 2         | 0.38%    |
| Усього     | 530       | 100%     |

## Пам'ятки
Є церква святого Архистратига Михаїла (1824, мурована).
Споруджено пам'ятники воїнам-односельцям, полеглим у німецько-радянській війні (1980), історії населеного пункту (1990), встановлено пам'ятний хрест на честь скасування панщини.
Поблизу села є Шупарський ботанічний заказник.

## Соціальна сфера
Працюють ЗОШ 1-2 ступ., Будинок культури, бібліотека, ФАП, відділення зв'язку, торговельний заклад.

## Відомі люди

### Народилися
- Український політик, громадський діяч, депутат ВР ІІІ скликання Іван Бойчук.
- Український скульптор-медальєр Любомир Терлецький.[6]

## Галерея

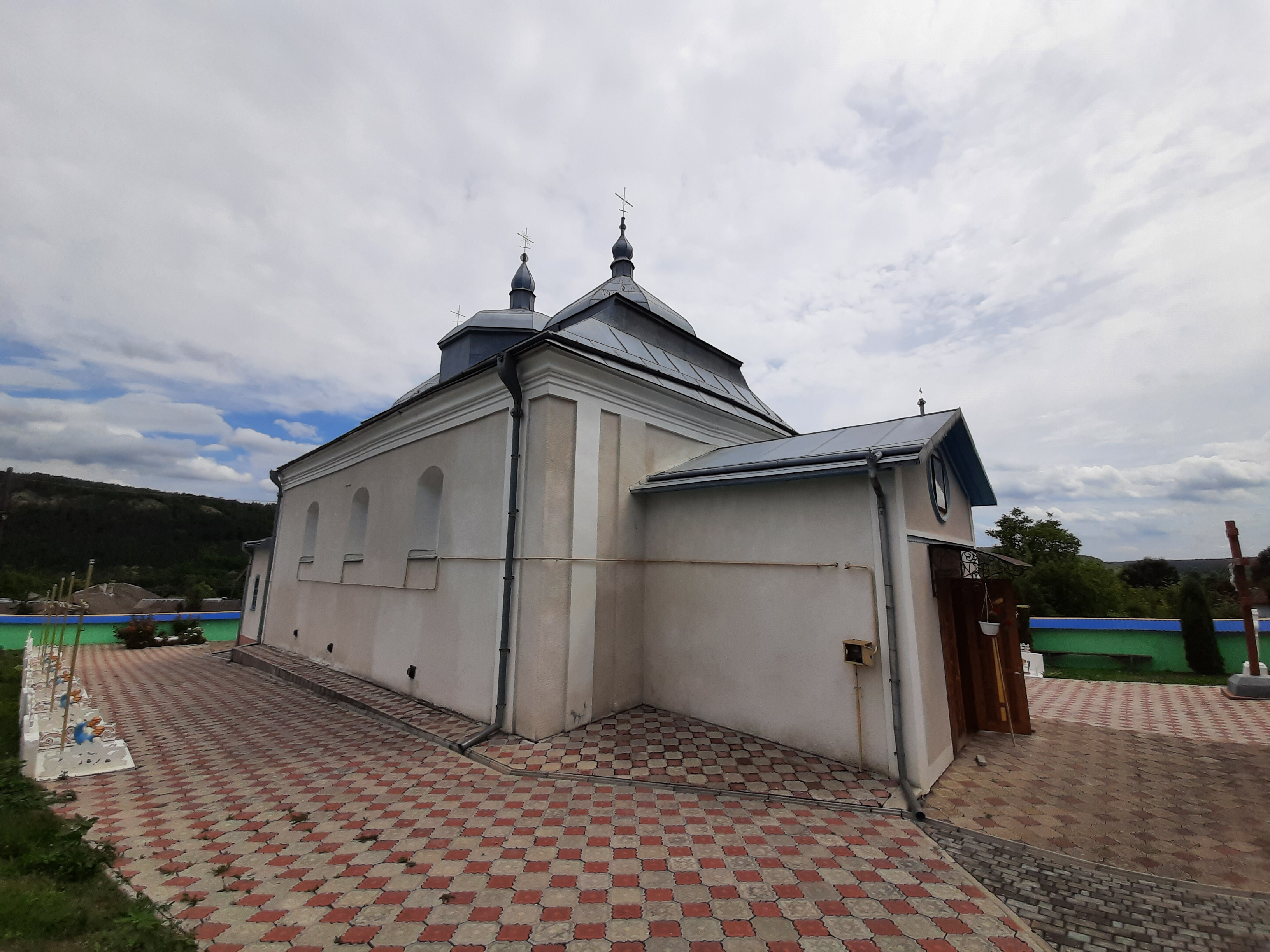
Церква Святого Архистратига Михаіла (1824р)
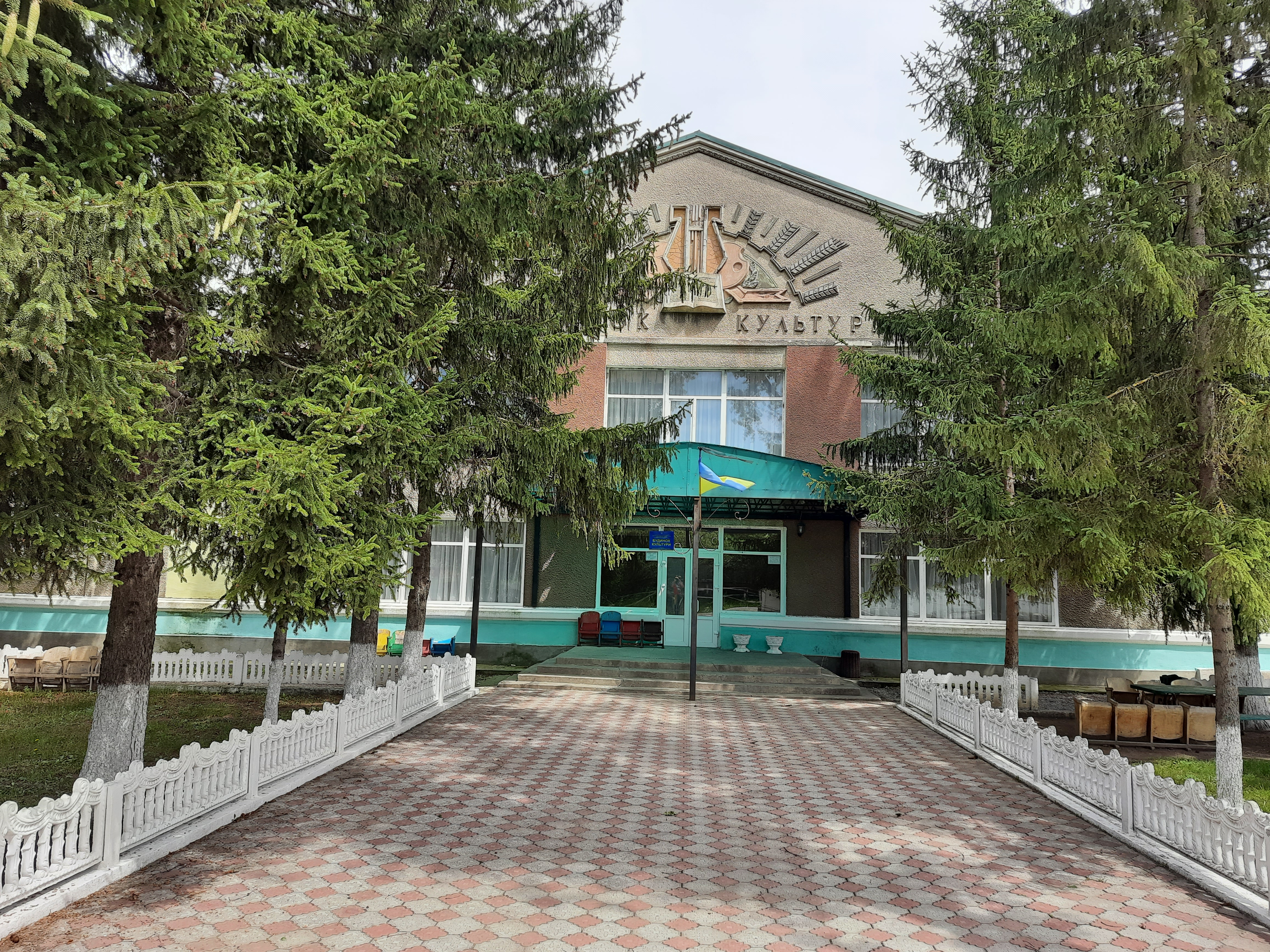
Будинок культури
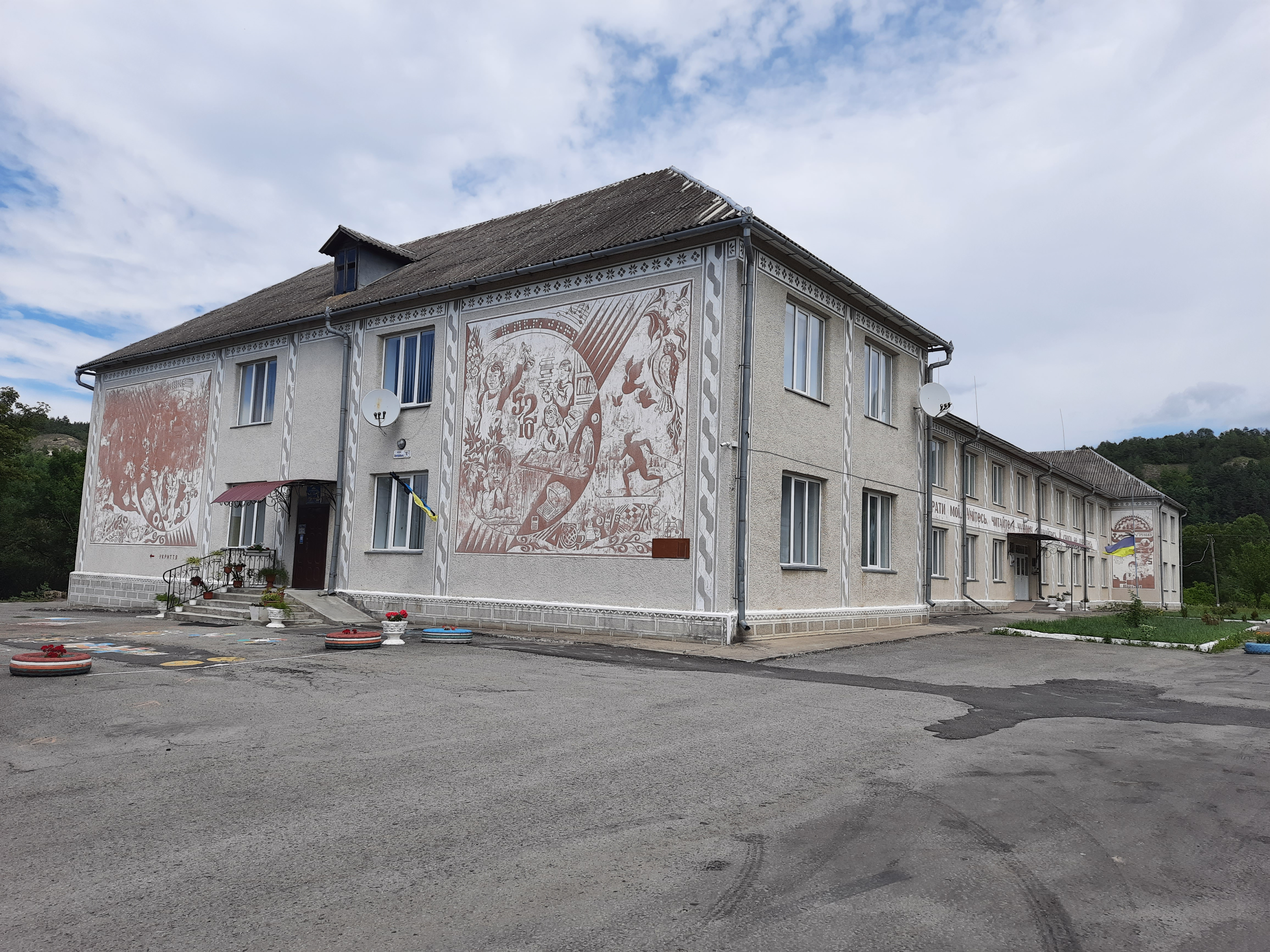
Школа
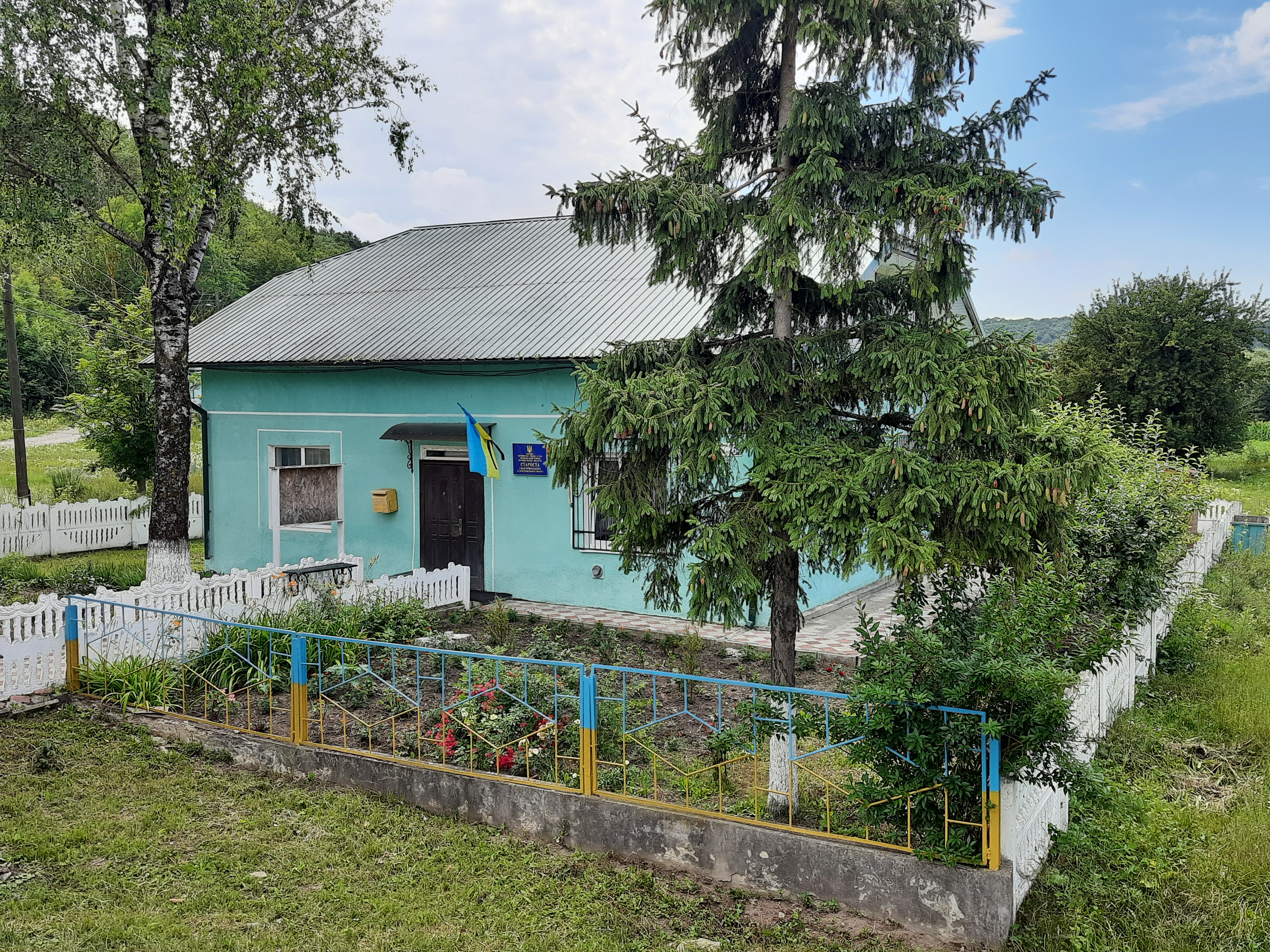
Старостат
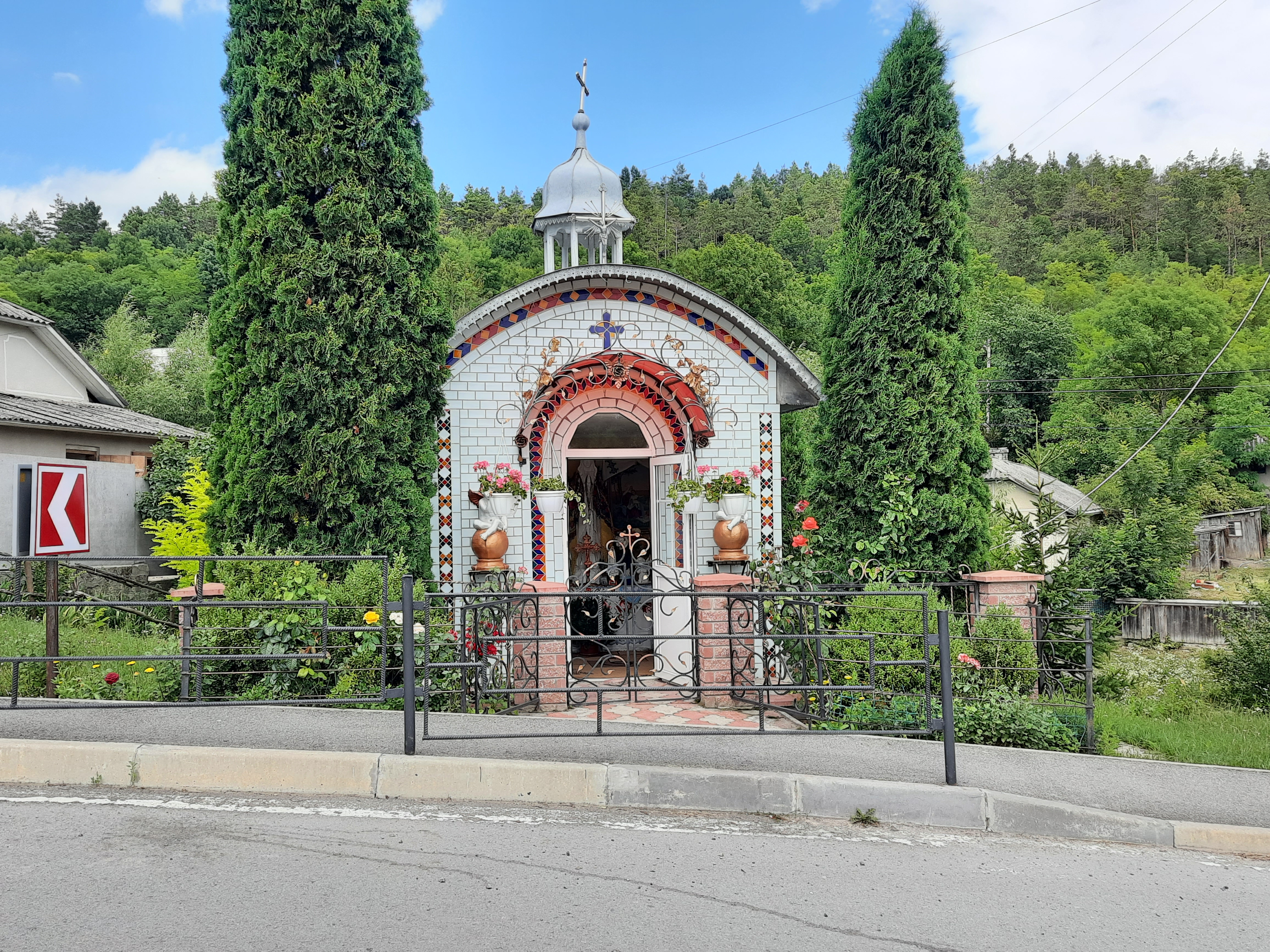
Придорожня капличка
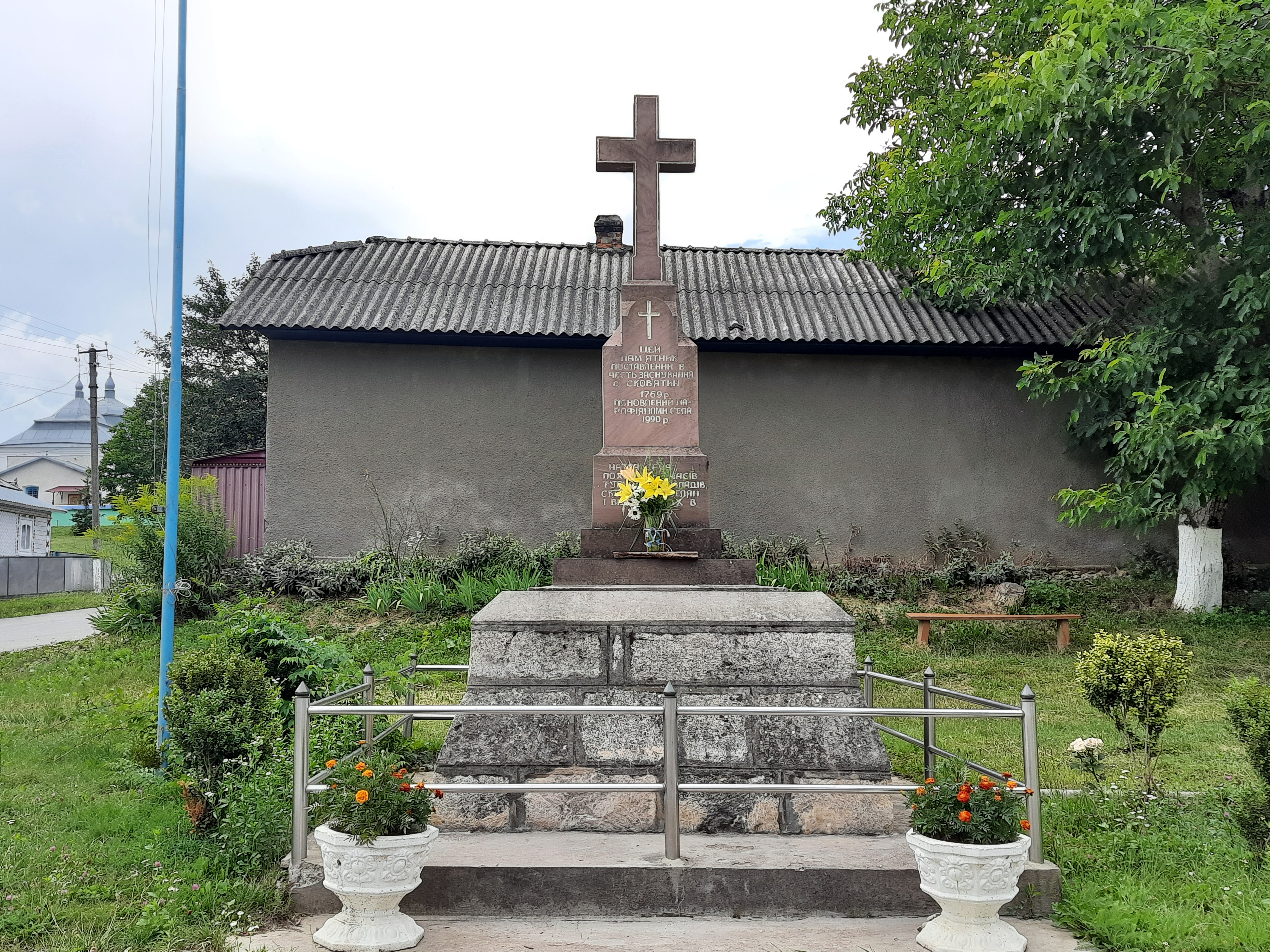
Пам'ятний знак з нагоди скасування панщини
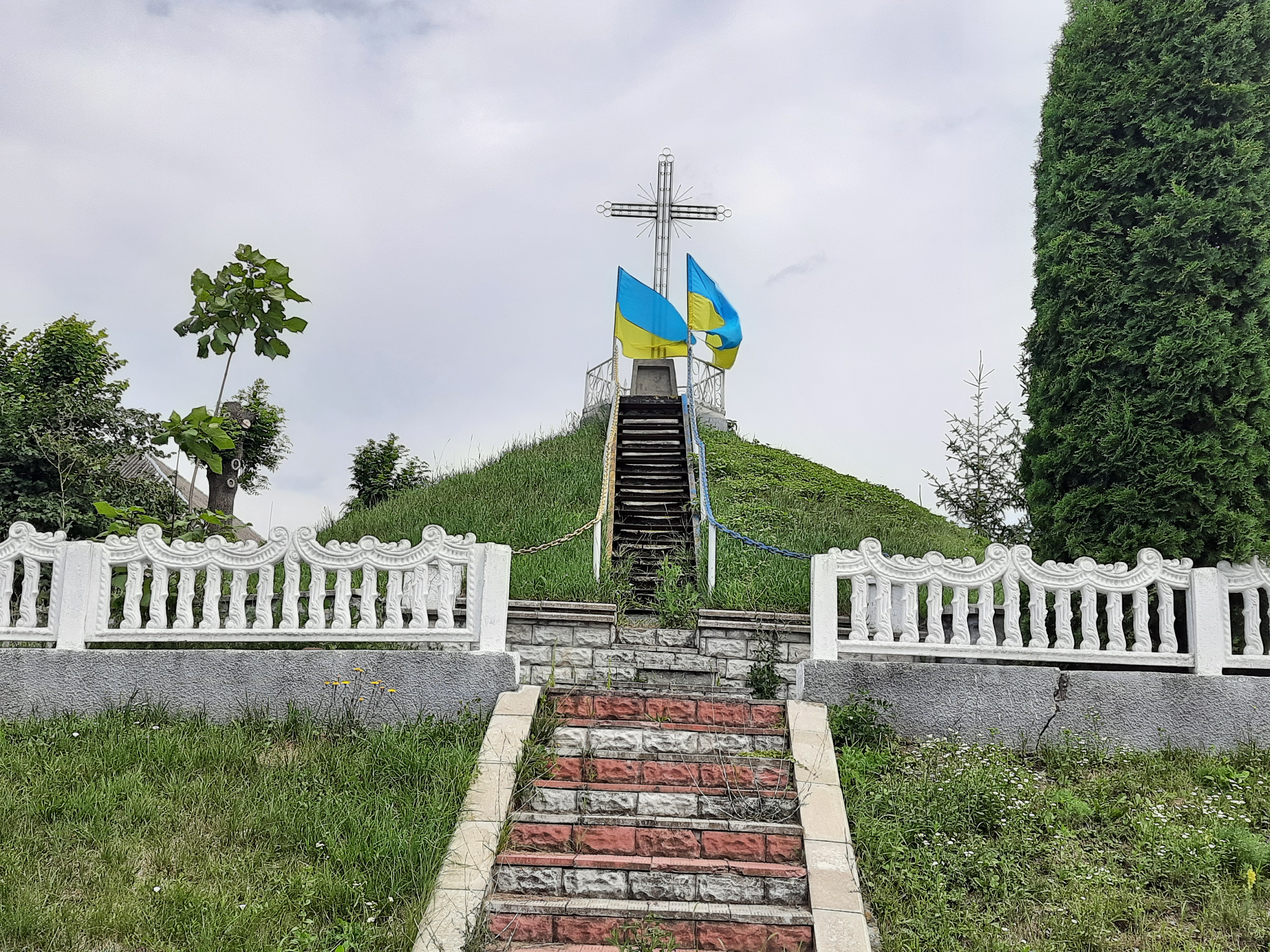
Символічна могила захисникам України
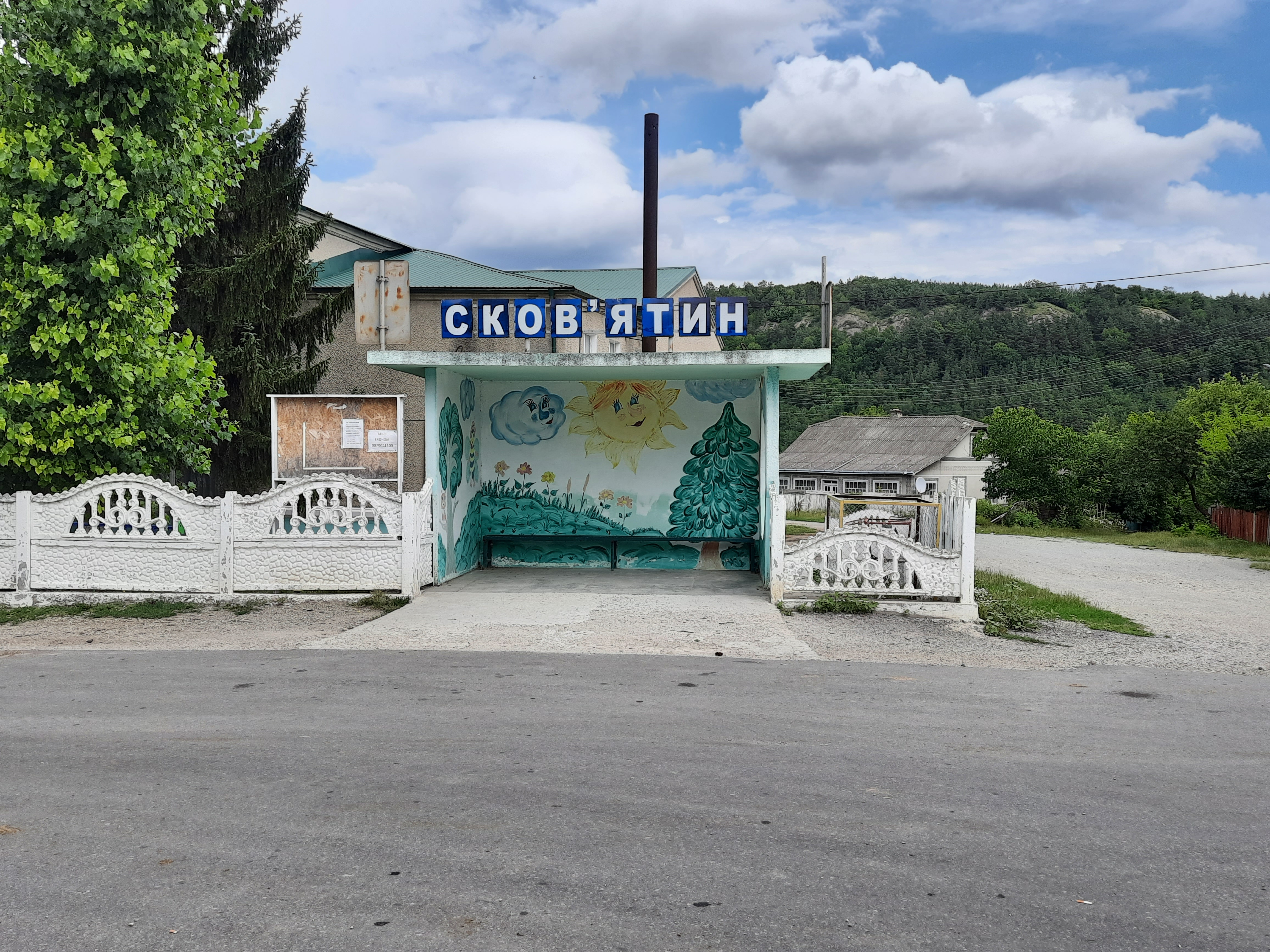
Автобусна зупинка
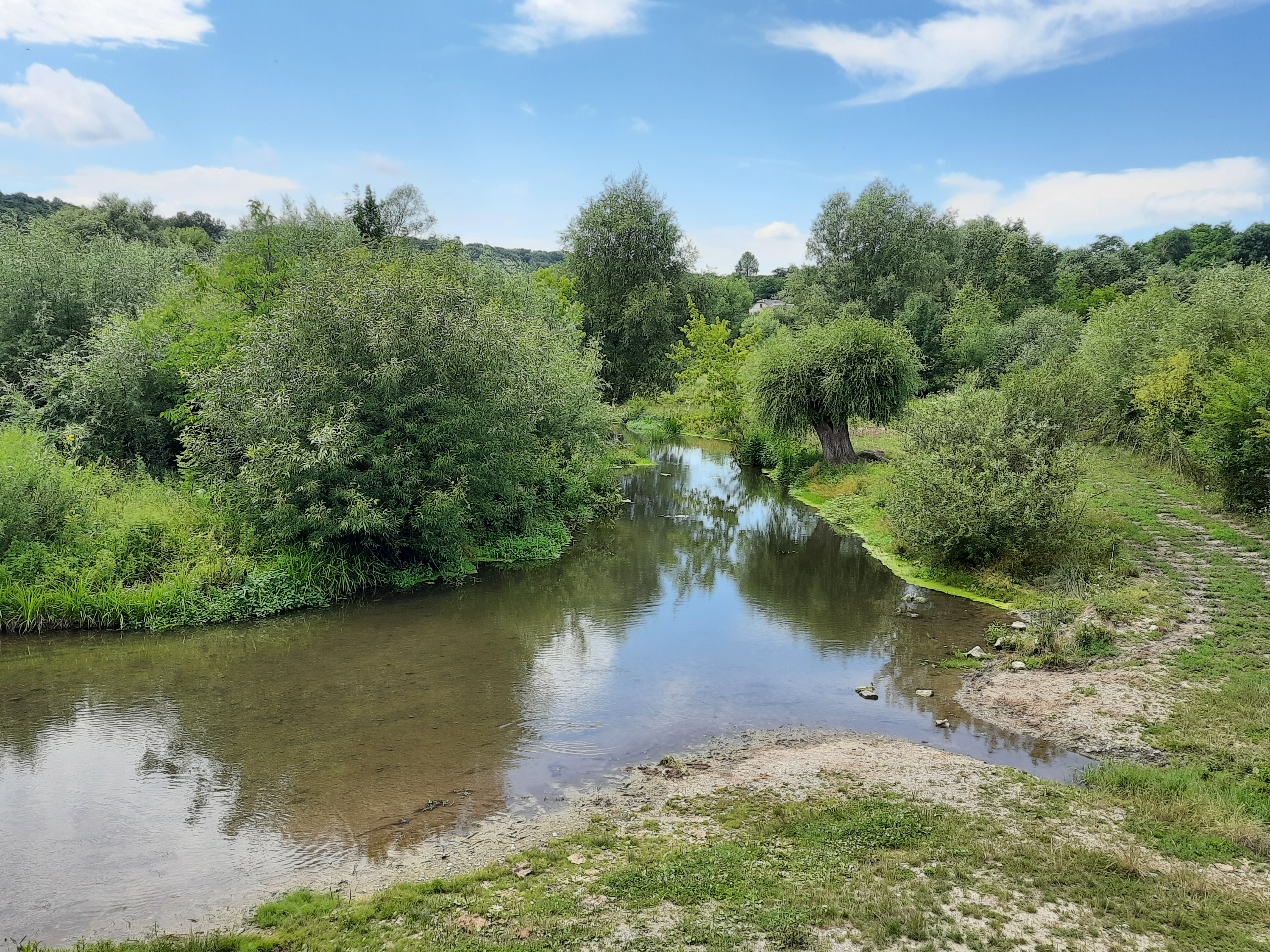
Річка Нічлавка біля села